# Паля якірна

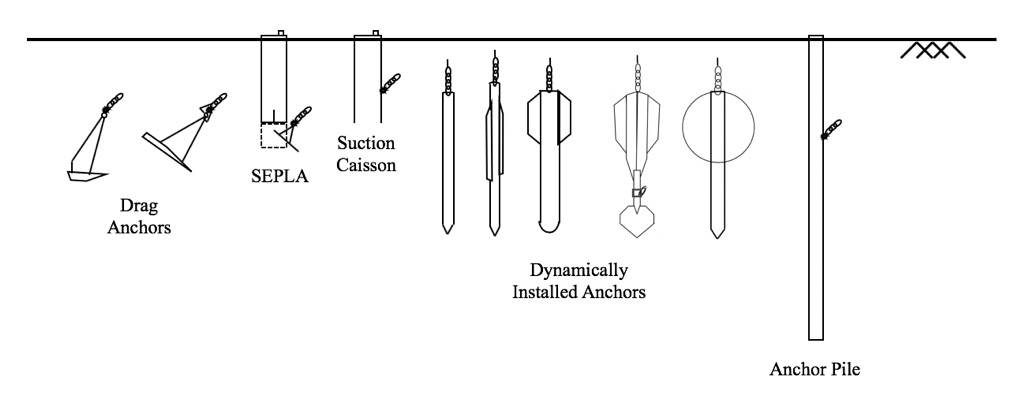
Різновиди використовуваних у геотехнічній інженерії якорів. Паля якірна — крайня праворуч.

Паля якірна (рос. свая якорная; англ. anchor pile; нім. Ankerpfahl m) — довга паля, яка забита в морське дно для заякорювання, прикріплення плавучої бурової структури; іноді палі використовують у ситуаціях, коли нема можливості застосування традиційних якорів (анкерна паля).